# Psilomerus flavopictus
Psilomerus flavopictus är en skalbaggsart som beskrevs av Holzschuh 1991. Psilomerus flavopictus ingår i släktet Psilomerus och familjen långhorningar. Inga underarter finns listade i Catalogue of Life.